# یوآن آیجون
یوآن آیجون (انگلیسی: Yuan Aijun؛ زادهٔ ۷ آوریل ۱۹۷۷) ورزشکار وزنه‌برداری اهل چین است.
وی در مسابقات کشوری و بین‌المللی در مجموع برندهٔ ۱ مدال نقره شده‌است.